# Johanna Grund
Johanna-Christina Grund (* 17. Juli 1934 in Breslau; † 13. Juli 2017 in Baden bei Wien) war eine deutsche Journalistin, Autorin, Referentin und Politikerin, die zeitweise den Republikanern angehörte. Von 1989 bis 1994 war sie Mitglied des Europäischen Parlaments.

## Politische Tätigkeit
Johanna Grund war stellvertretende Bundesvorsitzende der Republikaner (REP) und eine von den sechs Abgeordneten, die die REP nach der Europawahl 1989 ins Europäische Parlament entsandte.
Grund war strikte Gegnerin des Maastrichter Vertrags und trat für einen Anschluss Südtirols an Österreich ein. In den Verhandlungen über die Bildung einer gemeinsamen Fraktion von rechtsextremen Parteien wandte sie sich daher gegen die Zusammenarbeit mit der italienischen MSI. 1990 war sie für einige Wochen kommissarische Bundesvorsitzende der Republikaner, als Franz Schönhuber das Amt niedergelegt hatte. Nach der Wiederwahl Schönhubers verließ sie nach Streitigkeiten mit diesem die Republikaner sowie im Mai 1991 die Technische Fraktion der Europäischen Rechten.
Ein kurzzeitiges Engagement für die Partei Aufbruch 94 zusammen mit ihrem Ex-REP-Kollegen Emil Schlee blieb erfolglos, die Partei existiert nicht mehr.
Ende Juli 2017 wurde Grund in ihrer Wohnung in Baden bei Wien tot aufgefunden. Ihre Urne wurde in Dozwil im Kanton Thurgau beigesetzt, in dem sie zuletzt ihren Hauptwohnsitz gehabt hatte.

## Publizistische Tätigkeit
Grund veröffentlichte unter anderem Artikel in den Zeitschriften Junge Freiheit, Nation und Europa sowie einen Band in der Reihe Eckartschriften der Österreichischen Landsmannschaft. Regelmäßig schrieb sie Kolumnen in der österreichischen Wochenzeitschrift Zur Zeit. 1995 erschien ihr Buch Ich war Europaabgeordnete. Als Referentin trat sie bei diversen rechten, rechtsextremen und europakritischen Gruppierungen auf.

## Werke
- Ich war Europaabgeordnete: Sieben Jahre Tanz auf dem Vulkan. Brienna, München 1995, ISBN 3-9803875-2-6
- Bedingungslose Kapitulation. Maastricht mit Wenn und Aber. Eckartschriften Heft 153a, Österreichische Landsmannschaft, Wien 2000.